# Convoglio navale
Il convoglio navale è un gruppo di navi che viaggiano con la stessa rotta e velocità (generalmente in una determinata formazione) sia in ambito civile (marina mercantile) che militare (marina militare).

## Storia

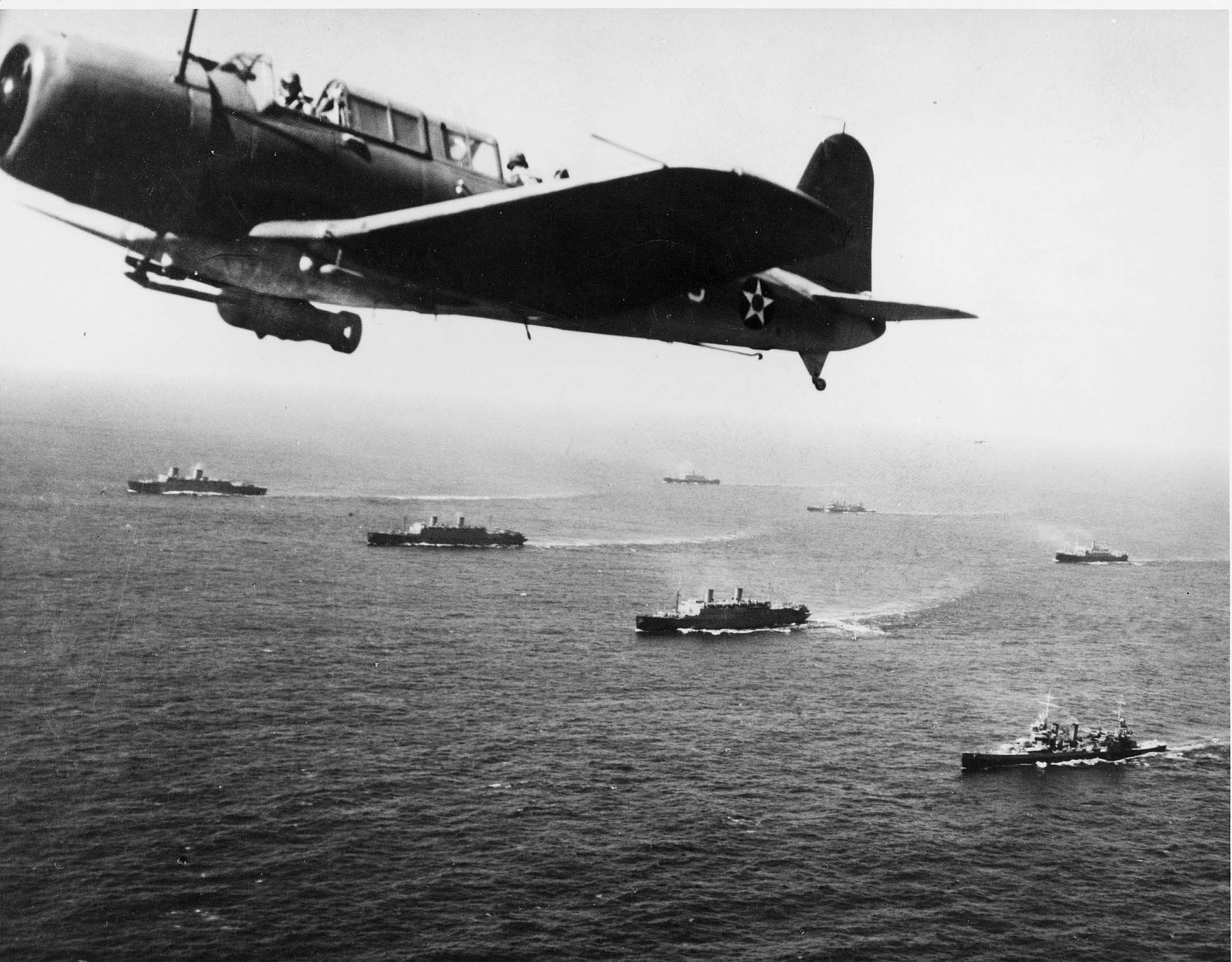
27 novembre 1941:un Vought SB2U Vindicator della US Navy, partito dalla portaerei, perlustra il tratto di mare antecedente il convoglio navale in rotta verso Città del Capo, Sudafrica.

Ogni nave che nel corso dei secoli dovette affrontare la minaccia dei pirati, portava con sé un minimo di armamento per autodifesa. L'aggregazione di più di una nave offriva mutua assistenza contro attacchi non di massa, o che non venissero effettuati da navi militari. Per proteggere un gruppo di mercantili nei confronti di una minaccia militare forte bisognava comunque ricorrere ad una scorta di navi da guerra. Quindi le navi mercantili osservavano una rotta comune, con velocità adeguata alla nave più lenta e una formazione con distanze reciproche più o meno costanti.
Esempi precoci di convogli sono riscontrabili nella marineria italiana sin dal XI e XII secolo, come gruppi di navi mercantili (amalfitane, pisane, genovesi e veneziane soprattutto), che imbarcavano un gruppo di soldati ciascuna e viaggiavano dandosi reciproca protezione. Verso il XIII secolo Venezia accompagnò spesso i suoi mercantili con una scorta militare, anche indiretta (ovvero con un gruppo di galere da guerra che controllava la rotta e rimaneva in agguato nelle zone più pericolose). Fino al '400 fu comunque molto più conveniente rendere i mercantili in grado di autodifendersi, i Genovesi costruirono grandi "Cocche di mercato", da cui fu derivata la Caracca genovese, i veneziani (presto copiati dalle altri nazioni rivierasche mediterranee) grosse "Galere di mercato", in grado di viaggiare a velocità paragonabili a quelle delle navi da guerra.
La pratica dei convogli mercantili, scortati o meno da navi militari, si diffuse in nord Europa (Hansa, Bretagna, scandinavia, Inghilterra) e nell'atlantico (Portogallo, Castiglia) verso la fine del Trecento, sia contro i pirati, sia soprattutto per proteggere i mercantili durante le guerre tra stati. In questo caso si ricorreva alle navi da guerra, anche se nell'Europa atlantica le galere da guerra erano troppo diverse nelle prestazioni rispetto ai velieri (la Cocca anseatica era il tipo più diffuso di grande mercantile fino alla metà del Quattrocento), per questo si iniziò a costruire anche dei velieri da guerra, anche se essi risultarono (inizialmente) molto inferiori ai brigantini a vela e remo e alle galere da guerra nelle prestazioni, godevano di una stabilità migliore (potendo affrontare meglio le tempeste) e di una molto superiore autonomia.
Il sistema dei convogli fu notevolmente implementato dopo la scoperta delle Americhe e della rotta atlantica per le indie. La "carretera" delle indie (ovvero la rotta tra il Messico e Cadice) veniva attraversata da un convoglio l'anno circa (cui in seguito se ne aggiunse un altro dall'Argentina) formato da navi mercantili-militari, sia private che di stato, in genere della tipologia del galeone (sostituito poi da vascelli e fregate nel corso del tardo '600), molto ben armati ed in grado di essere impiegati anche per azioni militari. I portoghesi gestirono in maniera simile il loro commercio con Goa e Macao, costruendo navi mercantili riconvertibili in navi militari, in caso di guerra una parte delle navi del convoglio non trasportava merci ma un numero superiore di soldati ed armi e fungeva da scorta.
Da questo modello derivarono quelli delle compagnie delle indie olandesi, francesi, inglesi, svedesi e danesi, formate da imbarcazioni (nel '600 sovente fregate e brigantini) mercantili ma armate e paragonabili per armamento a navi da guerra, con cannoni lunghi da 9 libbre o cannoni leggeri e carronate da 18 o 24 libbre sulle navi più grandi tipo East Indiaman. Le compagnie nord europee e quella francese ottennero spesso una scorta da parte delle rispettive marine da guerra durante i conflitti con le altre potenze europee, mentre provvidero in autonomia alla protezione dai pirati e dalle potenze extra europee.
A volte, come nel caso le navi appartenessero ad uno stesso proprietario, veniva nominato un comandante del convoglio; un esempio erano i convogli della Compagnia delle Indie, le cui unità erano armate (anche pesantemente rispetto ai normali mercantili), e se parte di un numeroso convoglio, il comandante più anziano ricopriva l'incarico di commodoro; in un caso reale, la battaglia di Pulo Aura, le navi di un convoglio disposte in linea di fila come una squadra da guerra riuscirono a respingere l'attacco di una piccola squadra francese comandata dall'ammiraglio Linois dotata anche di un vascello a due ponti da 74 cannoni, il Marengo.
Alcune battaglie famose del periodo delle navi di linea che riguardarono i convogli marini sono:
- La Battaglia di Portland (1653)
- La Battaglia di Ouessant (1781)
- La Battaglia di Dogger Bank (1781)
- Il Glorioso Primo di Giugno (1794), nella cui battaglia gli inglesi sconfissero la flotta francese che scortava un convoglio di grano diretto dagli Stati Uniti in Francia ma non impedirono al convoglio di arrivare in porto
- La battaglia di Pulo Aura (1804)

Verso la fine delle guerre napoleoniche la Royal Navy mise a punto un sofisticato sistema di convoglio navale per proteggere le navi mercantili.
Successivamente alle guerre napoleoniche il dominio del mare da parte della Gran Bretagna rese non remunerativo il sistema dei convogli, in quanto un convoglio, per poter conservare la formazione, deve appunto viaggiare alla velocità della nave più lenta fra quelle che lo compongono.

### Prima guerra mondiale
Nel corso della prima guerra mondiale la strategia subacquea tedesca ebbe una serie di accelerazioni e rallentamenti, dovuti a motivazioni diplomatiche, finalizzate ad evitare di alienarsi i paesi neutrali, primi fra tutti gli Stati Uniti. Quando, nel 1917, gli Stati Uniti dichiararono guerra agli Imperi Centrali le remore tedesche cessarono, quindi lo Stato Maggiore tedesco decise di dare inizio ad una campagna subacquea senza restrizioni verso gli stati neutrali a partire dal 1º febbraio 1917 (poco prima dell'ingresso in guerra degli Stati Uniti). Fra le varie risposte degli alleati a questa nuova minaccia fu l'adozione del sistema dei convogli per le navi che dovevano attraversare l'Atlantico, a partire dal maggio 1917. Nei mesi da maggio a luglio furono organizzati 21 convogli che interessarono 350 unità, i convogli persero in totale 2 navi, contro una previsione di circa 35 nel caso che le stesse navi avessero viaggiato isolate. Per tutto il periodo successivo del 1917, fino alla fine della guerra il sistema dei convogli si rivelò la strategia vincente, tanto che nell'agosto 1917 furono organizzati ben 29 convogli, 33 in settembre ed una media di 35 convogli al mese fino al gennaio 1918.

### Seconda guerra mondiale

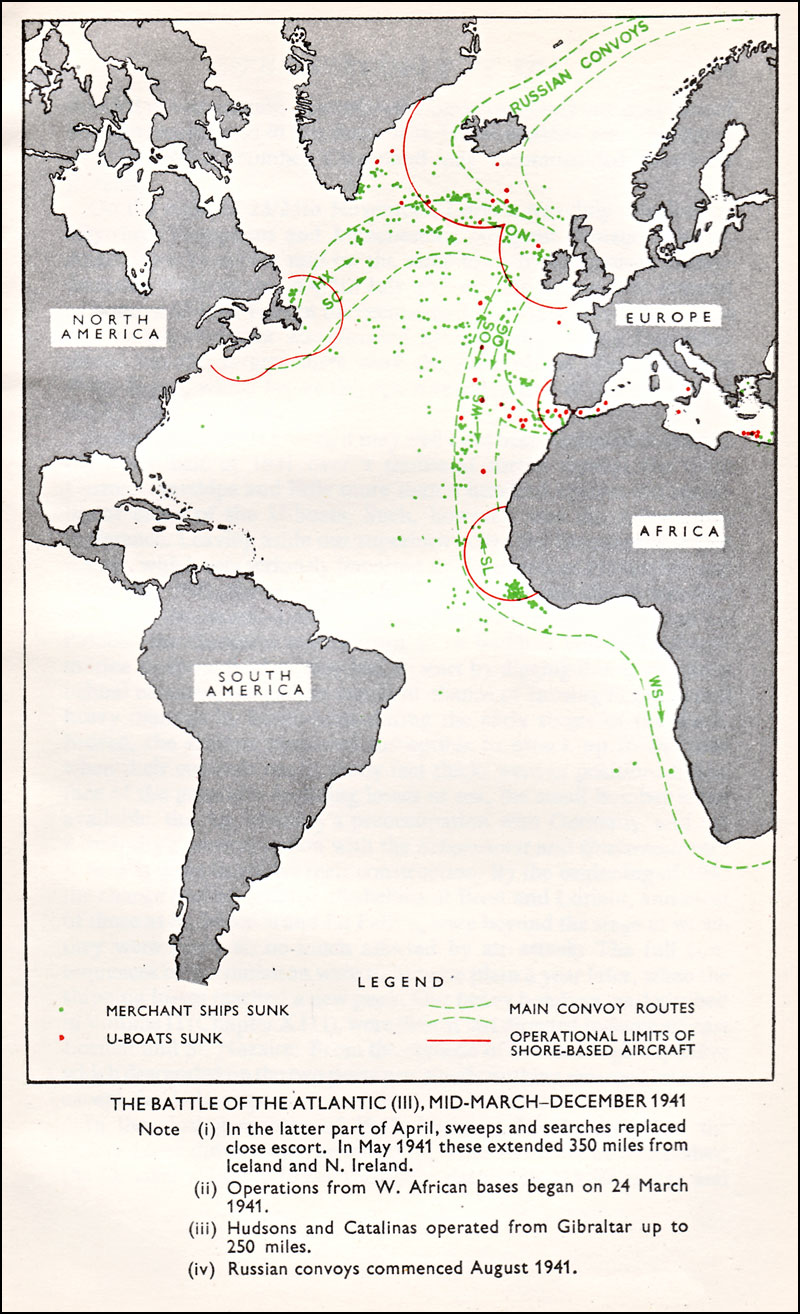
Rotte dei convogli nel 1941.

La seconda guerra mondiale si annunciò immediatamente difficile per la marina mercantile, non solo alleata, nel solo settembre 1939 furono ben 41 le navi mercantili affondate dagli U-Boot della tedesca Kriegsmarine (per un totale di 154 000 tonnellate).
I britannici, sulla scorta dell'esperienza del primo conflitto mondiale, adottarono nuovamente il sistema dei convogli, inizialmente volontari e in seguito obbligatori per tutte le navi mercantili. Ogni convoglio era costituito da 30 a 70 navi mercantili.
I rifornimenti dal Canada e dagli Stati Uniti erano essenziali per l'economia britannica e per sostenere l'attività bellica, la storia della seconda battaglia dell'Atlantico è una continua evoluzione di tattiche anti convoglio da parte dei tedeschi e di tattiche difensive da parte britannica.
La potenza di una nave da guerra contro un convoglio fu resa drammaticamente evidente dal destino del Convoglio HX-84 proveniente da Halifax che il 5 novembre 1940 fu attaccato dall'incrociatore tedesco Admiral Scheer della Kriegsmarine, le navi Maiden, Trewellard, Kenbame Head, Beaverford, e Fresno furono affondate e molte altre navi subirono danni. Il sacrificio dell'incrociatore ausiliario HMS Jervis Bay della Royal Navy, unica unità di scorta del convoglio, permise al resto del convoglio di sfuggire all'attacco.
Per contro, la capacità di dissuasione di una nave da guerra che scorti un convoglio si rese evidente quando le navi tedesche Scharnhorst e Gneisenau incrociarono nell'Atlantico settentrionale un convoglio britannico composto da 41 navi (HX-106) (8 febbraio 1941). Quando avvistarono la nave di scorta HMS Ramillies, armata da cannoni da 381mm, abbandonarono il campo piuttosto che rischiare uno scontro.
Il 17 luglio 1944 il più grande convoglio navale della guerra si imbarcò ad Halifax (Nuova Scozia), sotto la protezione della Royal Canadian Navy.
Le perdite furono pesanti anche se le 600.000 tonnellate mensili, giudicate già sufficienti per compromettere la marineria britannica furono raggiunte e superate solo per 5 mesi (maggio '41, marzo, maggio e ottobre '42, marzo '43) mentre il record fu raggiunto nel novembre 1943 (729.160 tonnellate affondate). Ben al disotto delle 881.027 raggiunte nell'aprile 1917 (dato eccezionale anche considerando che il naviglio del 1917 aveva un dislocamento medio inferiore per ogni unità, essendo ancora formato in parte da velieri e imbarcazioni lignee); inoltre buona parte dei risultati migliori ottenuti dai sommergibili tedeschi furono raggiunti quando oramai anche gli Stati Uniti erano entrati in guerra, moltiplicando il numero di tonnellate da affondare al mese prima da intaccare la capacità di rigenerazione del sistema dei trasporti navali.
Va inoltre aggiunto che in alcuni mesi del conflitto un notevole contributo fu portato da raiders (ovvero sia incrociatori ausiliari ricavati da mercantili modificati, sia normali unità da guerra di vario tipo impiegati contro i mercantili), E-boat (motoscafi siluranti), aerei o mine lanciate da navi di superficie di vario tipo ed aerei. Il record dei raiders fu raggiunto nel marzo 1941 con 138.906 tonnellate affondate, ma fu un risultato decisamente eccezionale, visto che con questa tattica spesso non si raggiungevano che poche migliaia mensili e per ben 15 mesi non si riuscì ad affondare alcuna unità (ovvero si fu costretti a rinunciare all'uso degli incrociatori, o perché tutti temporaneamente fuori uso, o perché chiusi nei porti dalla RN, o perché tutti gli incrociatori in missione venivano affondati dal nemico).
Gli aerei dimostrarono una maggiore continuità, solo per 9 mesi (3 nel 1939, gli altri nella seconda metà del '44 e nel '45) non affondarono alcuna unità nemica, raggiungendo il record di affondamenti nell'aprile 1941 (323.454 tonnellate), ma raramente superarono le 100.000 tonnellate mensili, e furono in genere ben al di sotto delle 50.000. Va anche notato che la Germania non era dotata di un'aeronautica di marina. Le mine, includendo quelle posate dai sottomarini e dagli aerei, furono più un costante e dispendioso fastidio per le marini alleate, costringendole a investimenti difensivi notevoli, ma superarono le 100.000 tonnellate mensili solo nel novembre 1939 (con 120.958 tonnellate affondate) e solo per la novità tecnologica rappresentata dalle mine magnetiche, cui i britannici risposero con opportune e tempestive contromisure, attestandosi poi su medie mensili molto più basse.
Anche la Regia Marina combatté duramente per la protezione dei convogli diretti in Africa settentrionale, e in diversi episodi pagò duramente la propria inferiorità tecnica in termini di mancanza di radar e di addestramento al tiro notturno; tra questi episodi, la Battaglia del Convoglio Tarigo, la battaglia del convoglio Duisburg e la battaglia del banco di Skerki. I risultati di questa battaglia non furono univoci, nel senso che di fronte a perdite del 14% del materiale e dell'8,35% del personale diretto in Libia e del 29% del materiale e del 7% del personale diretto in Tunisia si ebbe una perdita del 90% del naviglio mercantile e superiore al 50% nelle forze di scorta.

## Il significato militare del convoglio
Il convoglio, anche se a prima vista appare un'azione difensiva, è in realtà un'azione offensiva, mirata ad esercitare il potere navale su una determinata area per un determinato tempo. La proiezione di questo potere avviene su un'area e un tempo limitati, nel senso che avviene solo sull'area in cui può essere esercitato dalla scorta del convoglio ed unicamente per il tempo dell'attraversamento di tale area da parte del convoglio. Per questo motivo è essenziale che la scorta sia sufficiente per contrastare qualsiasi azione offensiva del nemico, portata con qualsiasi mezzo (navale, aereo o terrestre). La mancanza di una scorta adeguata crea solamente il raggruppamento in un'area limitata di un numero notevole di bersagli paganti.